# Goniaspis rubra
Goniaspis rubra är en tvåvingeart som först beskrevs av Becker 1916.  Goniaspis rubra ingår i släktet Goniaspis och familjen fritflugor. Inga underarter finns listade i Catalogue of Life.